# ایوان گوسند
ایوان گوسند (انگلیسی: Evann Guessand؛ زادهٔ ۱ ژوئیهٔ ۲۰۰۱) بازیکن فوتبال اهل فرانسه است.
وی همچنین در تیم‌های ملی فوتبال France national under-16 football team، زیر ۱۷ سال فرانسه، زیر ۱۸ سال فرانسه، و زیر ۱۹ سال فرانسه بازی کرده‌است.